# Sabri Ülker
Sabri Ülker (n. 1920, Alușta, gubernia Taurida, RSFS Rusă – d. 12 iunie 2012, Istanbul, Turcia) a fost un industriaș și om de afaceri turc, fondatorul companiei de bunuri de larg consum Ülker.

## Biografie
Sabri Ülker s-a născut în anul 1920 în Crimeea. După ce și-a petrecut prima parte a copilăriei în Crimeea, Sabri Ülker a emigrat împreună cu familia sa la Istanbul în anul 1929. Familia sa a fugit în Turcia pentru a scăpa de comunism.
Ajuns la Istanbul la vârsta de 9 ani, el și-a început studiile la Școala Elementară Kadırga. După încheierea ciclului elementar de studii, a studiat pentru o scurtă perioadă la un liceu din Istanbul. După ce a dobândit dreptul de a urma cursurile unei școli internat public în al doilea an de liceu, s-a înscris la Liceul Bilecik. A absolvit Liceul Bilecik și apoi Liceul Kütahya. În timpul celui de-al Doilea Război Mondial, a obținut o diplomă de licență de la Academia de Economie și Comerț „Sultanahmet” (astăzi Universitatea Marmara⁠(d)).
A fondat compania de bunuri de larg consum Ülker în anul 1944, care a devenit cunoscută sub numele de Yıldız Holding⁠(d) în 1989.
Ülker a coordonat inițierea și punerea în aplicare a mai multor proiecte de dezvoltare socială. El a fost unul dintre fondatorii Fundației Turce pentru Combaterea Eroziunii Solului⁠(d) (TEMA).
A murit pe 12 iunie 2012 la Istanbul, la vârsta de 92 de ani.

## Viața personală
Sabri Ülker a fost căsătorit cu Güzide Iman (născută în 1924 în orașul  Balıkesir), fiica negustorului Muharrem İman și a soției acestuia, Sabih. Au avut trei copii: Ali Ülker, care a murit în urma unui accident la vârsta de 9 ani, Ahsen Özokur și Murat Ülker.

## Moștenire
Centrul Sabri Ülker de la Școala de Sănătate Publică „T.H. Chan” a Universității Harvard⁠(d) din Cambridge, Massachusetts este numit în onoarea sa.

### Premii care-i poartă numele
- Premiul pentru mediu „Sabri Ülker”[7]
- Premiul pentru știință „Sabri Ülker”[8]